# Carla Pandolfi
Carla Pandolfi (Leones, Córdoba; 9 de marzo de 1982) es una actriz argentina. Se dio a conocer a través del programa de telerrealidad Lux Star (2003) que le permitió obtener su primer papel protagónico en la telenovela Piel naranja... años después (2004).

## Biografía
Carla Pandolfi nació el 9 de marzo de 1982 en la localidad de Leones en la provincia de Córdoba (Argentina). Comenzó su formación artística a los 8 años realizando talleres de actuación en los teatros de su ciudad natal. A los 13 años, tomó clases en la Casa de la Cultura de la ciudad de Bell Ville y mientras cursaba su último año de la escuela secundaria se formó en el Teatro Estable de la ciudad de Villa María. Luego ingresó a la Universidad Nacional de Córdoba donde estudió la carrera de Licenciatura en Teatro.

## Carrera profesional
En 2003, a los 21 años, Carla se trasladó a Buenos Aires para participar del reality show Lux Star de Canal 13, que buscaba la próxima estrella para una telenovela y del cual resultó ser la ganadora. A partir de esto, en 2004, interpretó el papel de  Abril Agrelo en Piel naranja... años después, que funcionó como la continuación de la telenovela Piel naranja de 1975. Poco después, obtuvo un papel en la película Erreway: 4 caminos como Candela Aguirre Colucci.
Luego de su primer protagónico en televisión, Pandolfi realizó participaciones especiales en Los machos de América (2004), Casados con hijos (2005) y Ciega a citas (2009). En 2010, se unió al elenco principal de la obra Baraka dirigida por Javier Daulte, donde compartió cartel con Hugo Arana, Darío Grandinetti, Juan Leyrado y Jorge Marrale. Más tarde, continuó con apariciones en las telenovelas Un año para recordar (2011), La nada blanca (2012) y Sos mi hombre (2012).
Aunque no fue hasta el 2013, con su papel en la telenovela infantil Violetta con la cual adquirió una gran visibilidad al interpretar en la segunda temporada el papel de la profesora de baile Esmeralda Ferrará Di Pietro. Su primer protagónico en cine fue en el largometraje Luna en Leo (2013) dirigida por Juan Pablo Martínez, donde jugó el papel de Luna. En 2016, Carla se incorporó a la cuarta temporada de la pieza teatral Parque Lezama dirigida por Juan José Campanella, en la cual actuó junto a Eduardo Blanco y Luis Brandoni.
Su siguiente papel fue el de la abogada Natalia Díaz en la serie dramática Un gallo para Esculapio (2017-2018), el cual significó su rol más maduro y prestigioso de su carrera. Después, tuvo apariciones en Las Estrellas (2017) como una mujer embarazada y La fragilidad de los cuerpos (2017) en el papel de la hermana de la protagonista. En 2019, coprotagonizó la obra teatral Perfectos desconocidos en el papel de Eva, una mujer que es la anfitriona de la noche de juegos, siendo dirigida por Guillermo Francella.
A comienzos del 2022, se estrenó la obra teatral Inmaduros protagonizada por Adrián Suar y Diego Peretti, en la cual Pandolfi se puso en la piel de Vicky, una joven cordobesa. Ese mismo año, apareció en diversas series, entre ellas Diario de un gigoló de Netflix, donde interpretó a la investigadora Noel Campos y después se estrenó la serie de terror Tierra incógnita de Disney+, en la cual personificó a Carmen Lumens, una antropóloga y la tía de dos adolescentes, cuyos padres desaparecieron. En cine, interpretó papeles secundarios en las películas Granizo y Matrimillas, ambas estrenadas en Netflix.
Seguidamente, Pandolfi personificó a Elina Tejerina en la serie dramática histórica Las bellas almas de los verdugos emitida por TV Pública, compartiendo escenas con Diego Cremonesi. Ese mismo año, realizó una participación especial en la segunda temporada de la telenovela Argentina, tierra de amor y venganza en el papel de Graciela, la mujer del personaje de Federico Amador.

## Filmografía

### Cine
| Año  | Título                       | Papel                        | Notas              |
| ---- | ---------------------------- | ---------------------------- | ------------------ |
| 2004 | Costo argentino              | Victoria                     | Segmento: Victoria |
| 2004 | Erreway: 4 caminos           | Candela Aguirre Colucci      |                    |
| 2005 | Todos los días un poco       |                              |                    |
| 2011 | ¿A quién llamarías?          | Inés                         |                    |
| 2012 | Días de vinilo               | Locutora disfónica           |                    |
| 2013 | Luna en Leo                  | Luna                         |                    |
| 2014 | Forajidos de la Patagonia    | Nancy                        |                    |
| 2015 | Sin hijos                    | Madre de niño en restaurante |                    |
| 2019 | Crímenes imposibles          | Mujer del teléfono           |                    |
| 2020 | Un crack                     | Susana                       |                    |
| 2021 | Después de las 12            | Nora                         | Cortometraje       |
| 2022 | Granizo                      | Sandra                       |                    |
| 2022 | Matrimillas                  | Natalia                      |                    |
| 2023 | La extorsión                 | Andrea Vitale                |                    |
| 2023 | Asedio                       | Mara Monti                   | Cortometraje       |
| 2023 | La resistencia de la especie | Hermana de Ramón             |                    |

### Televisión
| Año       | Título                               | Papel                       | Notas                               |
| --------- | ------------------------------------ | --------------------------- | ----------------------------------- |
| 2003      | Lux Star                             | Participante                | Ganadora                            |
| 2004      | Piel naranja... años después         | Abril Agrelo                |                                     |
| 2004      | Los machos de América                | Sofía                       |                                     |
| 2005      | Casados con hijos                    | Modelo publicitaria         | Episodio: «Un Pepe de historieta»   |
| 2005      | Casados con hijos                    | Secretaria                  | Episodio: «La separación (parte 1)» |
| 2005      | 1/2 falta                            | Dalia                       |                                     |
| 2006      | Un cortado, historias de café        |                             |                                     |
| 2006      | Comunidad roller                     | Ella misma                  | Conductora                          |
| 2007      | Amas de casa desesperadas            |                             |                                     |
| 2007      | Romeo y Julieta                      | Soledad                     |                                     |
| 2009      | Niní                                 | Silvina                     |                                     |
| 2009      | Ciega a citas                        | María                       |                                     |
| 2011      | Un año para recordar                 | Susana                      |                                     |
| 2012      | La nada blanca                       | Cecilia                     |                                     |
| 2012      | Sos mi hombre                        | Profesora de arte           |                                     |
| 2013      | Violetta                             | Esmeralda Ferrará Di Pietro |                                     |
| 2013      | Ecos                                 | Sabrina                     |                                     |
| 2013      | Los vecinos en guerra                | Laura Garay                 |                                     |
| 2016      | Los ricos no piden permiso           | María Eugenia Rodríguez     |                                     |
| 2017-2018 | Un gallo para Esculapio              | Natalia Díaz                |                                     |
| 2017      | La fragilidad de los cuerpos         | Edelmira Rosenthal          |                                     |
| 2017      | Las Estrellas                        | Mujer embarazada            |                                     |
| 2018      | 100 días para enamorarse             | Viviana                     |                                     |
| 2018      | Simona                               | Mariana Guerrico            |                                     |
| 2019      | Mozo, hay un físico en mi sopa       | Irina                       | Episodio: «Física forense»          |
| 2019      | Once                                 | Mamá de Felipe              |                                     |
| 2019      | Otros pecados                        | Patricia                    | Episodio: «Lo mejor del amor»       |
| 2019      | Otros pecados                        | Roberta                     | Episodio: «Rojo»                    |
| 2021      | Mi amigo hormiga                     | Silvana                     |                                     |
| 2022      | Los protectores                      | Eli                         |                                     |
| 2022      | Casi feliz                           | Celeste                     | Episodio: «Un río nos separa»       |
| 2022      | Diario de un gigoló                  | Noel Campos                 |                                     |
| 2022-2023 | Tierra incógnita                     | Carmen Lumens               |                                     |
| 2023      | Melody, la chica del metro           | Clara                       |                                     |
| 2023      | Las bellas almas de los verdugos     | Elina Tejerina              |                                     |
| 2023      | Argentina, tierra de amor y venganza | Graciela                    |                                     |
| 2024-2025 | Envidiosa                            | Marina Iñazú                |                                     |
| 2024      | La mente del poder                   | Camila Dorrego              |                                     |
| 2025      | Espartanos, una historia real        | Malena Oderigo              |                                     |
| 2025      | En el barro                          | Selva                       |                                     |

### Web
| Año  | Título             | Papel    | Notas                            |
| ---- | ------------------ | -------- | -------------------------------- |
| 2016 | Noche de paz       | Valeria  |                                  |
| 2020 | Noche de estrellas | Valeria  |                                  |
| 2024 | Somos              | Carolina | Episodio: «15 minutos de cardio» |

## Teatro
| Año       | Título                   | Papel    | Lugar                                |
| --------- | ------------------------ | -------- | ------------------------------------ |
| 2003      | Y a otra cosa mariposa   |          | Gira cordobesa                       |
| 2005      | Las de Barranco          |          | Club Italiano                        |
| 2006-2007 | Pijamas                  |          | Teatro Holiday                       |
| 2007      | Feliz cumpleaños destino | Ana      | Teatro La Comedia                    |
| 2010      | De antemano              |          | Teatro Pan y Arte                    |
| 2010-2011 | Baraka                   | Helena   | Teatro Metropolitan / Paseo La Plaza |
| 2011-2013 | 0800 - Call Center       | Natalia  | Teatro Beckett                       |
| 2012      | Rain Man                 | Susan    | Teatro La Comedia                    |
| 2016      | Parque Lezama            | Clara    | Teatro Liceo                         |
| 2018      | 15 minutos de cardio     | Carolina | Microteatro                          |
| 2019      | Adixxxtos                |          | Microteatro                          |
| 2019      | Te va a gustar           |          | Microteatro                          |
| 2019      | Perfectos desconocidos   | Eva      | Teatro Metropolitan                  |
| 2022-2023 | Inmaduros                | Vicky    | Teatro El Nacional                   |
| 2025      | Ana por la ventana       | Ana      | El Camarín de las Musas              |
| 2025      | Mamá                     | Bárbara  | Multiteatro                          |

## Premios y nominaciones
| Año  | Organización | Categoría                                    | Trabajo   | Resultado | Ref(s) |
| ---- | ------------ | -------------------------------------------- | --------- | --------- | ------ |
| 2022 | Premios ACE  | Mejor actriz de reparto en drama y/o comedia | Inmaduros | Nominada  | [ 14 ] |